# Костково (Валдайский район)
Костково — деревня в Валдайском районе Новгородской области. Административный центр Костковского сельского поселения.

## География
Деревня находится на расстоянии 18 км к северо-западу от города Валдай, административного центра района.

### Часовой пояс
Деревня Костково, как и вся Новгородская область, находится в часовой зоне МСК (московское время). Смещение применяемого времени относительно UTC составляет +3:00.

## Население
| 2010 |
| ---- |
| 116  |

## Улицы
- ул. Молодёжная,
- пер. Озёрный,
- ул. Песчаная,
- ул. Центральная.